# Platytaenia depauperata
Platytaenia depauperata är en flockblommig växtart som beskrevs av Boris Konstantinovich Schischkin. Platytaenia depauperata ingår i släktet Platytaenia och familjen flockblommiga växter. Inga underarter finns listade i Catalogue of Life.